# Rahamim Talbi
Rahamim Talbi (in ebraico רחמים טלבי‎?; Vidin, 17 maggio 1943) è un ex calciatore israeliano, di ruolo centrocampista.

## Palmarès

### Club

#### Competizioni nazionali
- Campionato israeliano: 3

Maccabi Tel Aviv: 1966-1968, 1969-1970, 1971-1972
- Toto Cup: 4

Macabi Tel Aviv: 1963-1964, 1964-1965, 1966-1967, 1969-1970

#### Competizioni internazionali
- AFC Champions League: 2

Maccabi Tel Aviv: 1969, 1971